# Salang
Le Salang est une rivière d'Afghanistan qui coule dans la province de Parwân (district de Salang). C'est un affluent du Ghorband en rive gauche, lui-même affluent du Pandjchir en rive droite. Le Salang est donc un sous-affluent de l'Indus par le Ghorband, le Pandjchir, puis par la rivière Kaboul. 

## Géographie
Le Salang naît sur le versant sud de la partie centrale des montagnes de l'Hindou Kouch, au niveau du nord-est col de Salang, qui relie la région de Kaboul avec la partie nord du pays.
Sa vallée est une voie internationale importante. Elle est orientée nord-sud. Le Salang conflue avec le Ghorband en rive gauche, au niveau de la localité de Jabelusaraï, chef-lieu du district de Salang.

## Alimentation
Le Salang reçoit avant tout les eaux de fonte des neiges du versant méridional de l'Hindou-Kouch dans la zone du col de Salang.

## Hydrométrie - Les débits à la station de Jabelusaraï
Le débit du Salang a été observé pendant 2 ans (entre 1961 et 1964) à Jabelusaraï, ville 
située au niveau du confluent avec le Pandjchir . 
À Jabelusaraï, le débit annuel moyen ou module observé sur cette période était de 10,6 m3/s pour un bassin versant de 438 km2. 
La lame d'eau écoulée dans ce bassin atteint ainsi le chiffre de 763 millimètres par an, ce qui peut être considéré comme élevé.